# POTS
POTS (сокращение от англ. Plain old telephone service, старые обычные телефонные службы) — название телефонной сети (в сравнении с «новыми» технологиями VoIP, ATM, ISDN). 

## Описание
POTS предоставляет: 
- полнодуплексную передачу звуковых данных с диапазоном частот от 300 до 3400 Гц
- возможность принятия сигнала вызова
- возможность передачи номера абонента для установления связи (набор номера — тоновый или импульсный)
- (возможно) предоставление дополнительных сервисов с переадресацией

### Достоинства
- Низкая стоимость оконечных терминалов (телефонных аппаратов)
- Широкий спектр оборудования с общеупотребительными стандартами (модемная связь, факсимильная, голосовая)
- Отсутствие необходимости обучения сотрудников
- Низкие требования к качеству кабельных систем
- Возможность использования общей «земли» в многопарных кабелях

### Ключевые недостатки
- Одна линия POTS предоставляет возможность одного соединения в один момент времени
- Длительный период установления связи и вызова
- Крайне низкая скорость передачи (порядка 64 кбит/с)
- Высокая стоимость подключения и обслуживания (для каждого канала от клиента до телефонной станции кладётся отдельная пара медных проводов)
- Отсутствие коррекции ошибок (в случае голосового трафика), амплитудная модуляция, чувствительная к наводкам
- Высокое напряжение вызова, ощущаемое человеком (в случае контакта с проводами) как удар током
- Несимметричный сигнал, осложняющий гальваническую развязку